# Bernard IV d'Astarac
Pour les articles homonymes, voir Bernard IV.
Bernard IV d'Astarac (?-v.1291) est un comte d'Astarac, issu en ligne féminine de la maison d'Astarac.

## Biographie
Bernard est le troisième fils de Centule Ier et de Séguine d'Armagnac, et le frère de Centule II. Bernard devient comte d'Astarac à la suite de la disparition de son frère, mort sans descendance en 1249. Le nom de son épouse est inconnu. Il eut quatre enfants connus :
- Centule III ;
- Jean ;
- Bernard ;
- Arnaud, marié à Jeanne de Faudoas.

Bernard d'Astarac est à l'origine de la fondation des bastides de Seissan (1266), Masseube (1274) et Mirande (1281).

## Le troubadour
Une tenson ; avec Giraut Riquier.